# Sylvie Kinigi
Sylvie Ntigashira (De casada: Sylvie Kinigi; Mugoyi, 24 de noviembre de 1952) es una economista y política burundesa.
Fue primera ministra de Burundi de 10 de julio de 1993 a 7 de febrero de 1994 ocupando el cargo en momentos críticos de la historia del país y siendo la primera mujer en ocupar el cargo. En octubre de 1993 fue asesinado el presidente elegido democráticamente Melchior Ndadaye y seis de sus ministros por rebeldes militares tutsi. Kinigi pudo salvar su vida y tras seis días críticos asumió las funciones presidenciales de manera interina del 27 de octubre de 1993 al 5 de febrero de 1994.

## Biografía
Nació el 24 de noviembre de 1953 en Mugoyi, hoy parte de la provincia de Buyumbura Rural, en la entonces colonia belga de Ruanda-Urundi. Nacida en el seno de una familia tutsi, su padre era comerciante y su madre cultivaba la tierra y mantenía el hogar. Sylvie es la tercera de seis hijos. La mayor era mujer y tuvo que ayudar a su madre, pero Sylvie pudo ir a la escuela.
Después de estudiar primaria y secundaria con las religiosas de la parroquia de Ijenda se matriculó en la Facultad de Ciencias Económicas de la Universidad de Burundi donde se graduó en 1975 con la especialidad de crédito bancario. En 1990 obtuvo un diploma de estudios superiores (DES) en banca y finanzas del Centro Internacional de Formación de la Profesión Banquera de París (Francia).
El mismo año regresó a Burundi y fue contratada por el Banco de la República de Burundi, donde dirigió el departamento de investigación y estadística (1990-1991) con el punto focal del Fondo Monetario Internacional y el Banco Mundial en Burundi. De 1991 a 1993 estuvo al frente del Programa de Ajuste Estructural en el equipo del primer ministro.
También fue dirigió una sección de distrito de la Unión de Mujeres Burundesas (UFB) de Buyumbura, integrado en el movimiento del partido único Unión para el Progreso Nacional (UPRONA), del que fue miembro del comité central durante la llegada al poder en 1987 de Pierre Buyoya.
En junio de 1993 Burundi organizó sus primeras elecciones plurales y democráticas y tras la victoria del Frente para la Democracia en Burundi (FRODEBU) con el joven líder de la oposición Melchior Ndadaye, de 40 años al frente, éste es elegido Presidente de Burundi y acabando con décadas de regímenes autoritarios de partido único dominado por la minoría tutsi de la UPRONA.Nombró un gabinete de gobierno con la representación de dos tercios de miembros hutus y un tercio tutsis, dentro del cual Sylvie Kinigi fue nombrada primera ministra.
Ndadaye la conocía porque ambos habían estudiado gestión económica a principios de los 90 en los mismos centros de formación en París (Conservatoire National des Arts et Métieres, Centre International de Formation de la Profession Bancaire e Institut Technique de Banque). En la estrategia del presidente Ndadaye estaba formar un gobierno representado por las dos principales etnias de Burundi y desarrollar una política que no fuera rupturista. Él era hutu, por lo que la candidatura de Kinigi, de etnia tutsi, parecía estratégica. Por otro lado, en la vecina Ruanda, Juvénal Habyarimana acababa de nombrar a Agathe Uwinlingiyimana a la cabeza del gobierno transitorio. Sin embargo algunos partidarios recriminaron a Ndadaye el nombramiento de Kinigi por formar parte de la Unión para el Progreso Nacional después de años en el poder. Sylvie Kinigi se convirtió así en la primera mujer en asumir el puesto de primer ministro de Burundi.
Cien días después de su nombramiento, el 21 de octubre, un golpe de Estado liderado por insurgentes tutsis asesina al presidente Ndadaye a golpes de bayoneta junto a seis de sus ministros. Fue el inicio de la Guerra Civil de Burundi, estallando una violencia étnica generalizada. Kinigi y otras altas autoridades del gobierno se refugiaron en la embajada francesa y sobrevivieron al caos. Tras varios días, Kinigi logró reunir a 15 de los 22 ministros para continuar gobernando asumiendo también de manera interina la presidencia del país. Su cargo se vio reforzado cuando Pierre Buyoya y Jean Baptiste Bagaza, expresidentes militares, dieron su apoyo al gobierno.
En enero de 1994, el parlamento eligió a Cyprien Ntaryamira para asumir la presidencia durante el periodo que hubiera tenido que asumir la presidencia Ndadaye. El nombramiento de Ntaryamira, de etnia hutu, generó descontento entre la población tutsi. A pesar de ello Kinigi reconoció a Ntaryamira como presidente, pero dimitió como primera ministra cuando éste asumió el mando. Tras recibir numerosas críticas, ataques y amenazas, Kinigi abandonó el país. En febrero de 1994 fue reemplazada en el puesto de primera ministra por el tutsi Anatole Kanyenkiko.
Kinigi retornó a su trabajo en la gestión bancaria siendo la número dos del Banco Comercial de Burundi (Bancobu). Posteriormente inició una carrera profesional internacional primero en la UNESCO en París, después en el Programa de las Naciones Unidas para el Desarrollo siendo representante en Guinea Ecuatorial, Camerún y Senegal.Posteriormente trabajó como representante especial del secretario general de Naciones Unidas para la región de Grandes Lagos en Nairobi.
Regresó a Burundi en 2008 como consultora independiente en el sector económico y señaló su interés por trabajar apoyando a las mujeres de Burundi en el acceso a la propiedad y la propiedad de la tierra.
Hasta 2005 ninguna mujer estuvo en primera línea de gobierno en Burundi. Tras la victorial del Consejo Nacional para la Defensa de la Democracia-Fuerzas para la Defensa de la Democracia (CNDD-FDD)  se nombró a Alice Nzomukunda sucedida por Marina Barampama como segunda vicepresidenta de la République y de Immaculé Nahayo, presidenta de la Asamblea Nacional. En 2011 según un estudio del PNUD las mujeres ocupaban menos del 20 % de los 326 puestos de altos funcionarios en el seno de la administración central y las empresas públicas.
En 2014 en una entrevista defendía la necesidad de reforzar el pluralismo político que considera «un proceso irreversible» denunciando el miedo de la población y el aumento de la intolerancia entre las formaciones políticas en situación similar al periodo que ella vivió como primera ministra entre 1993 y 1994.

## Vida personal
A los 19 años, en 1973 se casó con un académico burundés, Firmin Kinigi que murió en 1993 con quien tuvo cinco hijos e hijas. Siendo de ascendencia tutsi, se casó con un hombre hutu.

## Publicaciones
- Rapport sur le Développement Humain au Bénin (2003) PNUD